# 弗朗茨·舒伯特
弗朗茨·泽拉菲库斯·彼得·舒伯特（德語：Franz Seraphicus Peter Schubert，1797年1月31日—1828年11月19日），奥地利作曲家，早期浪漫主义音乐的代表人物，也被認為是古典主義音樂的最後一位巨匠。他一生短暫，只活了31年，但卻創作了超過600首歌曲，以及19部歌剧、歌唱剧和配剧音乐、8部已完成交响曲（第7、10號只有草稿）、19首弦乐四重奏、22首钢琴奏鸣曲、4首小提琴奏鸣曲等。
舒伯特以抒情的旋律聞名，而且總是能夠自然流露、渾然天成。他在世時，大眾對他的認識和欣賞只是一般，但在逝世前已經有一百首著作出版。他早年擔任父親學校裏的教師，辭去職位後一直沒有固定的工作，經常靠朋友的接濟。死後，被安葬在他生前一直相当崇拜、却只见过几次面的贝多芬墳墓旁。

## 生平

### 早年

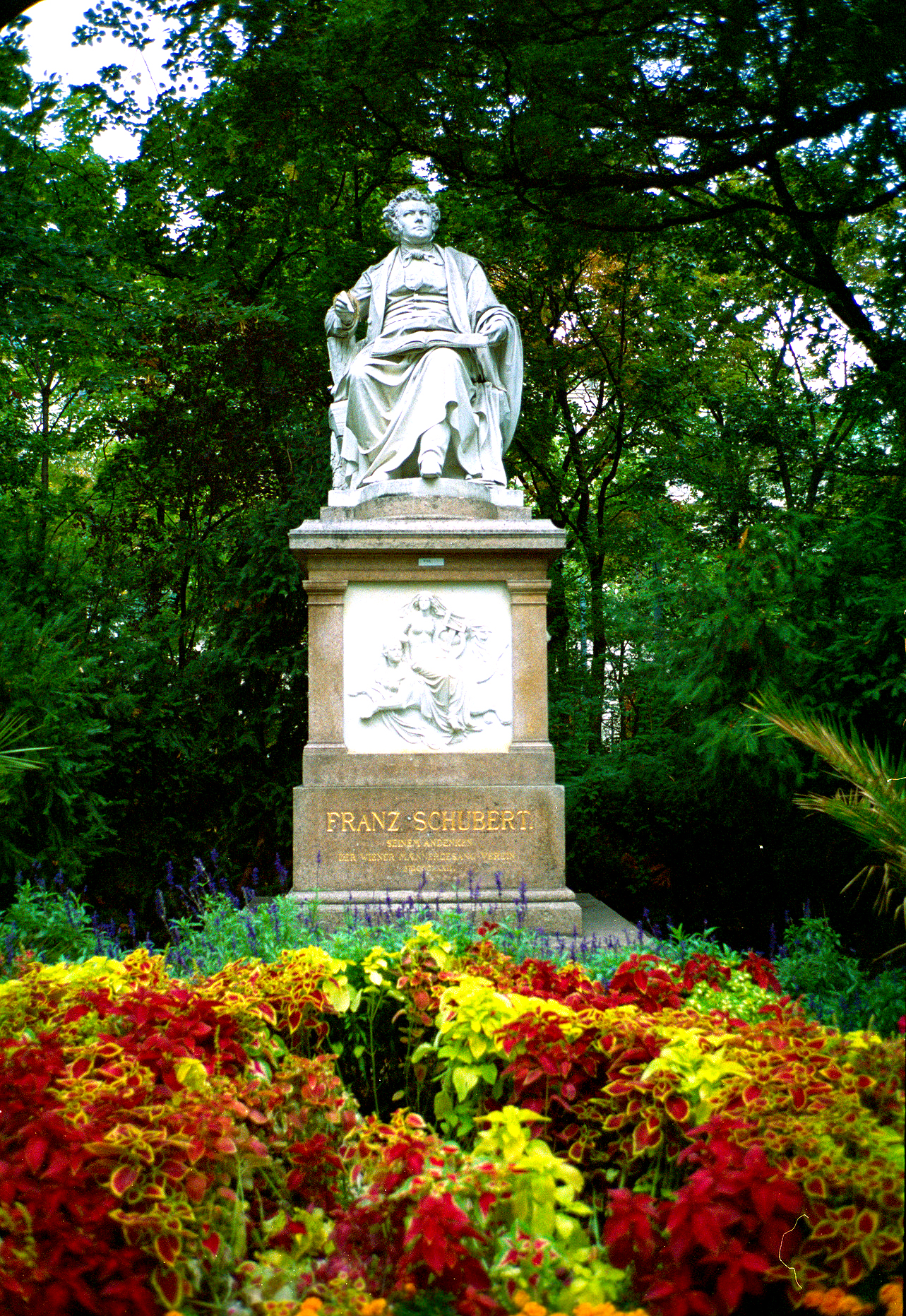
舒伯特像，於维也纳市立公园

舒伯特的父親弗朗茨·西奥多·弗洛里安·舒伯特（Franz Theodor Florian Schubert；1763年－1830年）是一個摩拉維亞農夫的兒子，當時在利奧波德城（Leopoldstadt，現維也納第二區）一所教区學校任教，同時他亦是一位业余音乐家。舒伯特的母親伊利莎白·維茲（Elizabeth Vietz；1756年－1812年）婚前在維也納西北地帶的里希田塔尔區（Lichtental）從事女仆工作。他倆於1785年1月17日在里希田塔尔一處教區教堂完婚，翌年6月舒伯特的父親成為漢普夫地（Himmelpfortgrund）一所學校的校長。1797年1月31日，弗朗茨·舒伯特在學校出生。連同舒伯特自己在內，家中共有14名兄弟姊妹，不過這14人當中，有10名在出生後不久就病死，弗朗茨則是倖存的最年幼者。
1801年，舒伯特家連同學校搬遷至鄰近的圓柱街（Säulengasse）。從五歲開始，舒伯特就隨父親开始学习小提琴的基础，六歲時開始进入学校上課，他的音乐的启蒙也从那时开始。七岁时，舒伯特师从於霍尔泽教堂的乐队长迈克尔·霍尔泽，可是霍尔泽根本教不了他──要教的内容他早就会了。舒伯特反而是从一名学徒工那里学到更多的东西，那个学徒工曾带他去临近的一个钢琴仓库，给他机会接觸更好的乐器。可以說他的早年教育显有不足，而在那个年代，一个作曲家如果自己不是一个在公众面前出色的演奏家，那他成名的机会几乎微乎其微。換言之，舒伯特的音乐启蒙教育是不够他踏上音乐家之路的。  
1808年8月，由于在皇家教堂童声合唱团裡唱歌，他进而进入皇家神学寄宿学校。在那里，舒伯特开始接触了莫札特的序曲和交响曲。正是大量不断的接触各种各样的曲谱，以及经常去歌剧院听歌剧，为他的后来的音乐造诣打下基础。同时，他的天赋引起了安东尼奥·萨列里的注意，後者决定教授他作曲和音乐理论。在寄宿学校后来的时光裡，他又陆续写了很多室内乐，几首歌曲，一些钢琴曲片段，一首垂怜经（作品號D. 31）和又圣母经 （D. 27）, 一首未完成的风琴八重奏（D. 72/72a），一首清唱套曲（D. 110），他的毕业作品《生命》，还有他的第一首交响曲（D. 82）。

### 作曲家生涯
母親伊利莎白在1812年5月去世，後世沒有太多關於她的紀載。1813年底，舒伯特离开了寄宿学校，同时为了避免服役，开始接受教师训，并在1814年，于父亲的学校里作低班的老师。此时他的父亲也与一位来自近郊Gumpendorf丝绸商人的女儿Anna Kleyenboeck再婚。其后的两年里，年轻的舒伯特忍受着繁杂的工作，他倒也游刃有余。這期間萨列里一直对他单独教授作曲。
這個時期的舒伯特沒有英挺的外貌，不過仍是一名富有經歷的年輕人。他在神學院的同學喬治·法蘭茲·艾克爾（Georg Franz Eckel，後來從醫）在1858年回憶舒伯特的紀載，與畫家筆下的舒伯特竟不謀而合：
個子雖小但強壯，四肢發達，骨骼均衡，肌肉强健，體型圓滾而非修長。脖子略短、胸廓和背脊弧度良好，胳臂和雙腿粗壯，渾圓有力；手和腳不大，步履輕快、活力充沛。頭骨相當大，目圓，頂著一頭亮褐色的鬈髮。臉孔被前額和下巴佔去相當範圍，雖稱不上英挺卻表情豐富、神氣逼人。⋯⋯就像許多近視眼的人常瞇著眼看東西一樣，舒伯特的眼睛看起來比事實上小了許多。
他的第一部歌剧《魔鬼之樂》（Des Teufels Lustschloss，D. 84）和第一部弥撒曲（D. 105）都作于1814年，同年他还写了三部弦乐四重奏、一首交响曲和17首艺术歌曲，其中包括经典的《潛水員》（Der Taucher，D. 77/111）和《纺车旁的格蕾琴》（Gretchen am Spinnrade，D. 118）。傳記作者M·J·E·Brown盛讚《格蕾琴》是「第一首現代人能明白體會其內涵的十八世紀德國藝術歌曲。」1815年是他更为多产的一年，除了有教课的工作，还要找萨列里上课，以及生活的很多杂事，然而他的产量高得让人难以置信：B♭大調第2號交响曲（D. 125）完成了，紧接着D大調第3號（D. 200）。他又写了两首弥萨曲，第一首仅用了六天，还有三首歌剧《四年的哨兵岗位》（Der vierjährige Posten，D. 190）、《费南多》（Fernando，D. 220）和《贝拉别墅的克劳汀》（Claudine von Villabella，D. 239），以及未完成的《阿德剌斯特》（Adrast，D. 137）和《来自萨拉曼卡的朋友》（Die Freunde von Salamanka，D. 326）。另外还有一部弦乐四重奏，四部奏鸣曲及零散的钢琴曲，以及146首歌曲，有些歌曲还很长。10月15日他就完成了8首歌，10月19日則是7首。
1814年12月，舒伯特结识了诗人Johann Mayrhofer。由于舒伯特的性格，他们的友谊很快发展至亲密无间。他俩的脾气不一样，舒伯特率直、开放、阳光，Mayrhofer忧郁、沉默寡言，将人生看作对人的忍耐力的考验。他们的友谊，对舒伯特后来的帮助是多方面的。
朋友的支援
如果说1815年是舒伯特创作丰富的一年（例如說，同時進行至少七部歌劇的寫作），那么1816年却是他命运转折的一年。他完成了第4號、第5號交響曲，並为歌德的诗歌《魔王》谱曲，令好友馮·史潘惊叹不已。几周后，一个家境殷实的学生弗朗茨·馮·朔伯爾，因为曾经在馮·史潘的家里听过舒伯特的歌曲，前来拜访。他提出让舒伯特辞去学校的差事，并资助他安心进行音乐创作。这个建议可谓雪中送炭。因为舒伯特刚刚申请卢布尔雅那宫廷乐师未果，正为压抑的教职闷闷不乐。他父亲很快同意了他的决定，很快在四月末他搬到了朔伯爾家寄宿。舒伯特曾经为了补贴家用试图教授音乐，但很快放弃，全身心的投入到音乐创作中。他后来说：「我整天都在写，每当我完成一部，马上开始下一部。」1817年，歌曲《死與少女》及《鱒魚》緊接完成，此二首歌曲的素材後來各自擴展成為室內樂的大作。
同一时期舒伯特的朋友圈子也不断扩大。Mayrhofer介绍他认识約翰·米夏埃爾·沃格爾，著名的男中音，他与他的兄弟约瑟同是舒伯特的忠实歌迷，为了扩大舒伯特的影响力，更经常在维也纳的沙龙演唱舒伯特谱写的歌曲。出色的钢琴家Joseph von Gahy经常演奏他的奏鸣曲和幻想曲。音乐世家Sonnleithner的大儿子与舒伯特是在皇家学院的同学，所以让舒伯特自由出入家门，而且为他举办音乐聚会，这种聚会很快被称为「舒伯特圈子」。虽然舒伯特当时一无所有，辞掉了教职，也没有演出收入，那时也没有出版商对他的作品感兴趣，但他的仗义朋友们经常无所求的接济他，让他的生计不成问题。父親弗朗茨日後回憶，舒伯特打小就喜歡社交生活，「能和好朋友一起消磨閒暇時光，是他最快樂的事。」

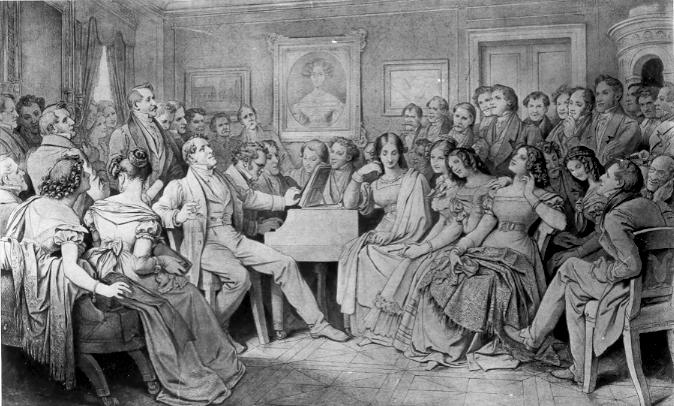
舒伯特圈子

1820年标志着舒伯特的創作風格走向成熟。未完成的清唱剧《拉薩羅》（Lazarus，D. 689）于2月动工，随后主要的还有《詩篇第23號》（D. 706）、《灵魂之歌》（Gesang der Geister，D. 705/714）、C小調單樂章四重奏（D. 703）和《流浪者幻想曲》。而且对于他作曲生涯更有意义的是，在那一年他的两部歌剧在卡納特劇院上演：《孪生兄弟》（Die Zwillingsbrüder，D. 647）和《神奇的竖琴》（Die Zauberharfe，D. 644）。尽管如此，他的大部分作品仍然局限于由Gundelhof的业余歌唱团演唱，这个歌唱团是早期他家的家庭四重奏基础上发展起来的。这时的舒伯特向往着一份更体面的职位，从而赢得更多的听众。无奈的是出版商都对他丝毫不感兴趣。直到他的朋友沃格爾于1821年二月演唱了《魔王》，安东·迪亚贝利才犹豫不决地同意印刷他的一些作品并付款，但合同很快被解除。
舒伯特在1823年1月被感染斑疹傷寒，这在当时是不治之症。当年秋天舒伯特入院治疗，病況有所好转，但次年年初他精神也受到重创，在一封信中他写到：“我感到自己是世界上最不幸，最可怜的人”。

### 晚年
1823年，舒伯特完成了为威廉·米勒的诗歌创作的歌曲集《美丽的磨坊女》（Die schöne Müllerin，D. 795）, 这部作品以及后来的《冬之旅》（Winterreise，D. 911）被广泛地认为是舒伯特歌曲作品的巅峰之作。
舒伯特在結識豎笛演奏家卓耳（Troyer）伯爵之後，為之写了壮丽的弦樂-木管八重奏（D. 803）。1824年，他為一部大交響曲起草了草稿，并在当年夏天回到了热利佐夫采（Želiezovce）。在那里，他深受匈牙利当地语言特色吸引，写成了《匈牙利嬉遊曲》（Divertissement a l'Hongroise，D. 818）以及A小調弦樂四重奏（D. 804）。据说舒伯特无可救药地爱上了一位伯爵夫人，也是他当时的学生，卡洛琳·艾斯特尔哈兹（Caroline Esterhazy），然而，唯一一部题献给她的作品是《F小调钢琴四手联弹幻想曲》（D. 940）。不过，这一题献仅见于作品初版，而未出现在舒伯特的手稿中。。在1825年，舒伯特前几年的事业的低潮终于有了转折。他的作品源源不断地出版，经济上的压力有所缓和。在那年夏天，舒伯特沃格爾一道在上奥地利旅行，度过愉快的假期，被当地人狂热追捧。他們沿途拜訪了施泰爾、格蒙登、林茨、聖弗洛里安、施泰尔埃格、萨尔茨堡和加施泰因等地。正是在这次旅行途中，舒伯特创作了《瓦爾特·史考特爵士歌曲集》（Songs from Sir Walter Scott），其中包含了著名的《艾倫之歌》第三首（Ellens dritter Gesang，D. 839）, 也就是当代人们熟悉的《聖母頌》（Ave Maria）。
1826年到1828年間，舒伯特一直待在维也纳，僅在1827年去过一次格拉茨。回忆这三年的时光，好像除了作曲外鲜有故事发生。1826年他把一部交响曲献给音乐家之友协会而拿到了报酬。《死亡与少女》（D. 810）写于1825年至1826年冬天期間，并于1826年1月25日首演。这年晚些时候《華麗輪旋曲》（Rondeau brilliant）问世。
1827年舒伯特完成歌曲集《冬之旅》（D. 911），以及两首钢琴三重奏（D. 898與D. 929）。其中目錄第929號的E♭三重奏約在11月時開始譜寫，並很快宣告完成。聖誕節翌日，由時下負名望的小提琴家Schuppanzigh擔任首演，獲得聽眾熱烈的反響。1828年3月26日晚7時，他（第一次也是一生仅有的一次）在塔克拉賓街的樂友協會演奏廳举办个人作品音乐会。舒伯特親自設計了音樂會的演出曲目及次序，演後好评如潮。

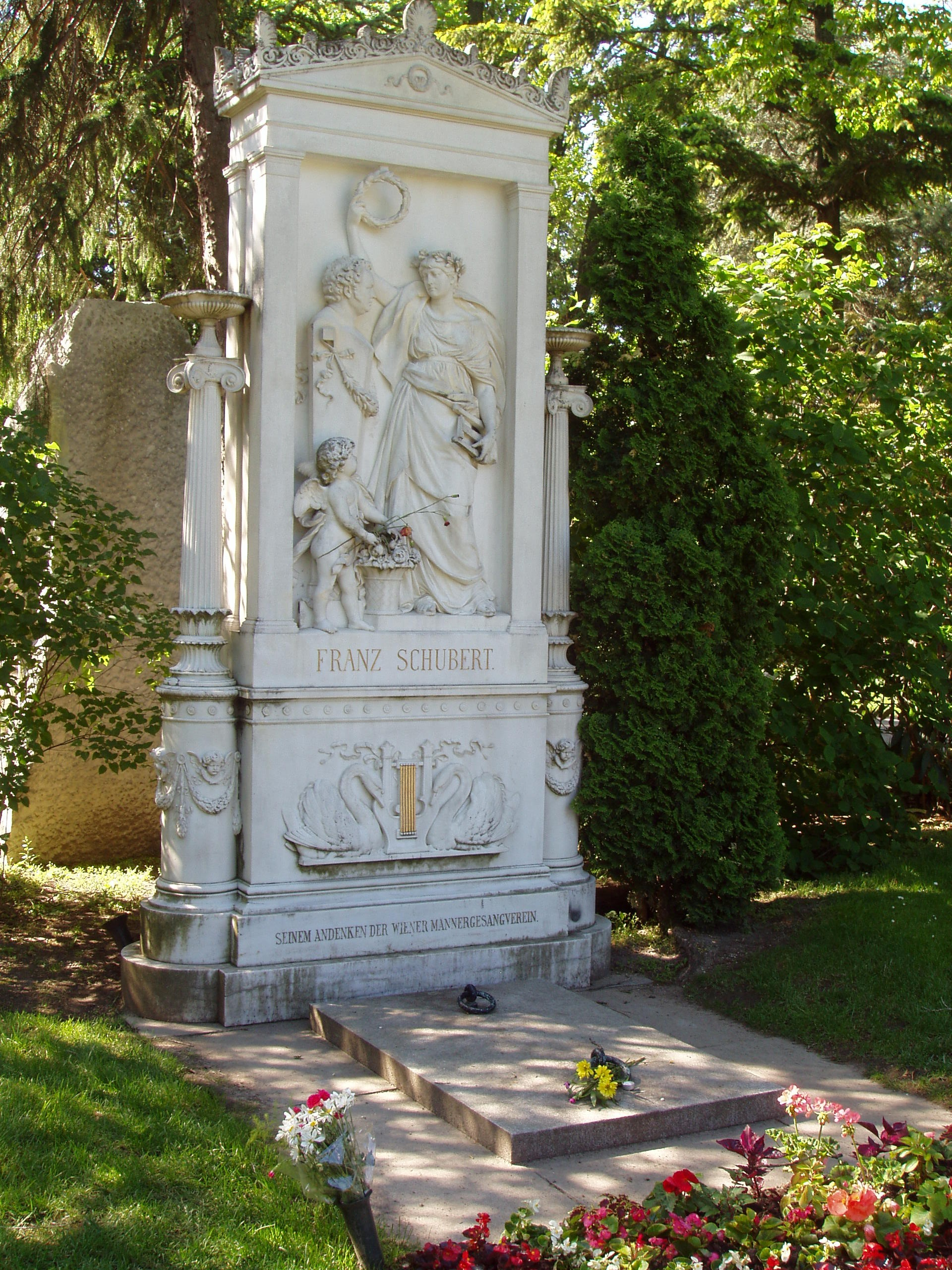
舒伯特墓，位於维也纳中央公墓

在他的创作旺盛时期，他的健康恶化。自从1822年起，舒伯特就在和梅毒作斗争。尽管有人提出其他的病因，最终的病症很可能是伤寒症；他晚期的病状与汞中毒的病状相似，而汞恰巧是19世纪早期用来治疗梅毒的药物；无论如何，没有足够的证据来作出确定的诊断。他于1828年11月19日死于维也纳，哥哥费迪南德的公寓里，卒年31岁。根据他的要求，死后安葬在魏靈公墓，距離崇拜了一生的偶像贝多芬的墓位不遠處。1872年，舒伯特的纪念碑在维也纳中央公园被建立起来。1888年，舒伯特以及贝多芬的坟墓都迁到了维也纳中央公墓，之後约翰内斯·布拉姆斯（1897年逝）以及小约翰·史特劳斯（1899年逝）也安葬在此處，幾位維也納音樂家自此永相为邻。

## 評價
歸結其一生，舒伯特在早年既沒有父親的支持和鋪路（如莫扎特），也未受名師指導（如貝多芬）。薩利耶里的指導雖然珍貴，然而方法保守且枯燥，對於舒伯特啟發有限。可以說舒伯特基本上沒有接受過有規模的音樂教育，在演奏上更是基本自學。他的演奏從來就未臻一流，不論在鋼琴或指揮上，舒伯特最多僅能演繹自己的作品（除了流浪者幻想曲)，畢生也從未擔任任何樂職。后人笔下的舒伯特通常是一个怀才不遇的天才，他的作品未能得到广大观众的重视。确实，舒伯特的伟大作品，如交响乐，并未产生重要的影响，歌剧也没有突破。造成这个结果的一个重要原因是他自己并未如莫札特和贝多芬那样积极、主要地设法在公众场合展现自己。貝多芬的總管安東·辛德勒認為，這是因為舒伯特「太頑固和自主性過強，使他常常聽不進朋友們好意而實際的建議。」幾位友人始終不放棄勸說，認為他應該主動推廣自己的音樂，這樣對於其捉襟見肘的財務狀況也會有幫助。「戰勝你的懶惰！⋯⋯你至少可以賺到一年的生活費。這樣你就可以不屑迪亞貝利（Diabelli）、阿塔利亞（Artaria）和哈斯林格（Haslinger）那些少得可憐的稿酬了。」1828年，舒伯特終於开了个人音乐会，而且取得巨大成功，可惜彼時他的時日已然無多。
另一方面舒伯特却又名声在外。特别是沃格爾作为歌唱家不遗余力地演唱他的作品。在他去世前，出版商们已经对他的作品感兴趣。在他生前已经有大约100首作品出版，这个数字与他的总共600首歌曲比起来只是很小一部分，但和当时的许多其他作曲家相比，已经很多了。
尽管英年早逝，舒伯特对当时音乐的许多领域作出了杰出贡献。他与贝多芬称为德语国家音樂界浪漫主义音乐的奠基人。他不但继承了古典主义音乐的传统，并在其基础上开创了歌曲音乐的先河，从而奠定了他浪漫主义音乐鼻祖的地位，并为后来的作曲家如门德尔松和舒曼，以及再后来的雨果·沃尔夫所发扬光大。在19世纪，他以藝術歌曲的创始人闻名于世，而在20世纪他在器乐的贡献也逐渐為人们所认可。可惜在歌剧上的影响有限。

## 作品
舒伯特为不少诗人如歌德、席勒、海涅、穆勒等人的作品写了大量歌曲，把音乐与诗歌紧密结合在一起。他的歌曲中既有抒情曲、叙事曲、充满战斗性的爱国歌曲，也有源于民间音乐的歌曲，其中重要的有《魔王》、《搖籃曲》、《鳟鱼》、《菩提树》、《美丽的磨坊女》、《野玫瑰》、《流浪者》（2首）、《普罗米修斯》、《致音乐》、《迷娘之歌》、《纺车旁的格丽卿》、《牧童的哀歌》、《战斗中的祈祷》、《剑之歌》、《战士之歌》等，连篇歌曲集3部 ：《美丽的磨坊女》、《冬之旅》和《天鹅之歌》。另外，他共完成了八首交響曲，當中第5號、第8號及第9號都是較常演奏的。第8號交響曲由於在舒伯特在世時只完成了兩個樂章，因而被稱為《未完成》。第9號交響曲由於篇幅宏大，氣勢磅礡且充滿豪邁的氣概，因而稱作《偉大》。而他的第7號交響曲和第10號交響曲的草稿有散失的情況。他的作品還有為弦樂四重奏所寫成的《死神與少女》、運用同名的歌曲而寫成的鋼琴五重奏《鱒魚》、C大調弦樂五重奏、鋼琴奏鳴曲、《軍隊進行曲》、《流浪者幻想曲》、《音樂的瞬間》、《即興曲》和《羅莎蒙德》劇樂等。

## 錄音推薦
- Ashkenazy, Vladimir. Zukerman, Pinchas. Harrell, Lynn.  (CD). London: The Decca Record Co. Ltd. 1997. Barcode 028945568522.
- The Vienna String Quartet.  (CD). CAMERATA TOKYO, Inc. 30CM-30~35.

## 其他
- 在舒伯特去世后数年里，迪亞貝利出版了许多歌曲，他的交响乐，弥撒曲和歌剧亦陆续出版。舒曼有一次在维也纳拜访了他的哥哥费迪南·舒伯特，费迪南给他看了几首舒伯特的遗作。舒曼当即看中了第9號交響曲，并决定让它重见天日。1839年3月21日，第9號交響曲在门德尔松的指挥下在莱比锡首演。而《未完成》交響曲也终于在1865年在Johann von Herbeck指挥下首演。
- 当代经常有以「舒伯特圈子」为名的纪念音乐会举行。最著名的当属于1976年在霍恩埃姆斯创立的「舒伯特音樂節」，自2001年起每年夏天在施瓦尔岑贝格和霍恩埃姆斯举行为数众多的歌曲和室内乐音乐会。
- 1928年为舒伯特逝世100週年，在奥地利各地举行了很多纪念活动。无数的纪念碑，纪念树在城市和乡村被树立起来。上面大多数刻着"纪念德语歌曲之王弗朗茨·舒伯特"

### 乐器
在舒伯特弹奏过的钢琴中，有一架班尼努斯·塞德纳（Benignus Seidner）钢琴（现陈列于维也纳的舒伯特故居） 和一架安顿·瓦尔特和索恩钢琴（现存于维也纳艺术史博物馆） 舒伯特也很熟悉维也纳钢琴制造家康拉德·葛雷夫的乐器。相較於體質更為強健的英式、法式鋼琴，據記載舒伯特更偏好於維也納形式的樂器與其音色。

## 參看
- 德意許目錄
- 舒伯特黨

## 外部連結
- Musopen项目上的弗朗茨·舒伯特
- The LiederNet Archive （页面存档备份，存于）上的舒伯特声乐作品文本 （页面存档备份，存于）（英文）
- 霍恩埃姆斯弗朗茨·舒伯特博物馆（英文）
- 互聯網百老匯資料庫（IBDB）上弗朗茨·舒伯特的資料（英文）
- 数字化的舒伯特乐谱手稿及信件
- 巴登弗朗茨·舒伯特研究所 （页面存档备份，存于）

### 录音
- Schubertlied.de （页面存档备份，存于） – 舒伯特艺术歌曲的免费录音（MP3档）
- 舒伯特圆筒唱片 （页面存档备份，存于），来自加利福尼亚大学圣巴巴拉分校图书馆UCSB圆筒音频档案

### 乐谱
- Schubertline.co.uk （页面存档备份，存于） 约有250首舒伯特的歌曲（Schubertline edition）
- 弗朗茨·舒伯特的免费乐谱，由国际乐谱典藏计划提供
- 公有領域聲樂檔案館上弗朗茨·舒伯特的作品
- OpenScore Lieder Corpus （页面存档备份，存于）上的舒伯特免费数字化乐谱 （页面存档备份，存于）